# Grand Cape Mount
Grand Cape Mount é um dos 15 condados da Libéria. Sua capital é a cidade de Bopulu. Está localizado no extremo oeste da Libéria, na costa do Oceano Atlântico, e faz fronteira com Serra Leoa e com os condados de Gbarpolu e Bomi.

## Distritos
Grand Cape Mount está dividido em 5 distritos (populações em 2008 entre parênteses):
- Commonwealth (6.884)
- Garwula (29.371)
- Gola (23.930)
- Porkpa (40.921)
- Tewor (27.949)